# Wildfangrecht
Das Wildfangrecht oder Wildfangsrecht (lateinisch jus wildfangiatus) erlaubte Landesherren in der deutschen Geschichte, bestimmte Zuwanderer zu Leibeigenen zu machen. Der pfälzische Kurfürst Karl Ludwig beanspruchte im 17. Jahrhundert ein solches Privileg auch auf benachbarten Territorien und löste damit den Wildfangstreit mit seinen Nachbarn aus.

## Rechtsanspruch des Kurfürsten
Karl Ludwig beanspruchte das Recht, jeden sein Land passierenden Mann, der sich nicht über seine Angehörigkeit zu einem Landesherrn ausweisen konnte, als „Wildling“ zu seinem Untertanen machen zu können. Er dürfe somit alle Einwanderer, die sich in und um die Kurpfalz ansiedelten, und die von keinem Leibherrn als Leibeigene bezeichnet wurden, durch einen „Wildfang“ oder als „Wildfänge“ in seinen Besitz nehmen. Unter diesen Rechtsanspruch fielen auch alle unehelich geborenen Kinder innerhalb des Gebietes, in dem das Wildfangrecht galt, sowie unverheiratete Männer eines bestimmten Alters. Die betroffenen Untertanen wurden in Leibregister eingetragen und waren zu verschiedenen Abgaben verpflichtet; im Todesfall fiel ihr Besitz an den Kurfürsten. Der Kurfürst versuchte zudem diese Fremden zum Kriegsdienst (Heerespflicht) für sich in Anspruch zu nehmen, was 1667 zurückgewiesen wurde. Im kurpfälzischen Gebiet selbst waren die Verpflichtungen für Leibeigene geringer – die Durchsetzung des Rechts war also vonseiten der pfälzischen Regierung mit der Hoffnung verbunden, die Betroffenen zum Umzug in das eigene Territorium bewegen zu können. Das Recht erlosch mit der Auflösung der Leibeigenschaft durch Freikauf oder Freilassung.
Im Unterschied zu vergleichbaren Rechten anderer Herren erstreckte sich das von Karl Ludwig beanspruchte Wildfangrecht auch weit in die Nachbarterritorien hinein. So lebten Karl Ludwigs „Wildfänge“ auf fremdem Hoheitsgebiet, sollten jedoch dem Kurfürsten ihre Abgaben zahlen, huldigen und seiner Gerichtsbarkeit unterstehen, unter Ausschluss entsprechender Ansprüche des Landesherrn des Wohnorts. Insofern implizierte das Wildfangrecht eine expansive Territorialpolitik des Kurfürsten und forderte den Widerspruch der betroffenen Nachbarn heraus.

## Geschichte
Der Ursprung des Wildfangrechts lässt sich nicht eindeutig klären; vergleichbare Rechte waren im vormodernen Süd- und Westdeutschland weit verbreitet. Den pfälzischen Kurfürsten wurde das Recht durch ein Privileg des Kaisers Maximilian I. am 3. September 1518 gewährt. Dessen Nachfolger Kaiser Rudolf II. und Kaiser Matthias bestätigten dieses Privileg, obwohl es von Seiten ihrer Nachbarn immer wieder zu Widersprüchen gekommen war. So konnten die Kurfürsten dieses Recht bis zum Beginn des Dreißigjährigen Krieges in Anspruch nehmen.
Angesichts der prekären politischen und finanziellen Lage der Kurpfalz nach dem Dreißigjährigen Krieg ordnete der Karl Ludwig 1651 eine Wiedereinführung dieses Rechts an. Seine Nachbarn sahen sich dadurch in ihren eigenen Einkünften und ihren landesherrlichen Rechten beeinträchtigt. Auf dem Reichstag in Regensburg, der in den Jahren 1653 bis 1654 abgehalten wurde, klagten unter anderem die Bischöfe von Worms und Speyer, die Rheingrafen und weitere Angehörige aus der Reichsritterschaft gegen dieses Vorgehen. Sie erwirkten einen Beschluss, der den Kaiser aufforderte, die Angelegenheit durch eine Kommission untersuchen zu lassen und dem Kurfürsten der Pfalz vorerst davon abzuhalten, dieses umstrittene Recht weiter auszuüben. Kaiser Ferdinand III. setzte daraufhin eine Kommission ein und erließ gegen den Kurfürsten ein Inhibitionsdekret. Dieser berief sich jedoch darauf, „dass dadurch die Bestimmung des Westfälischen Friedens, durch welche er in alle Gerechtsame seines Hauses wiedereingesetzt sei, verletzt werde.“ Dieser Protest führte zu einem Scheitern der Kommission. Auch einen zweiten Versuch im Jahre 1661, bei dem die Kläger zu ihren Gunsten ein Reichshofratsdekret erwirken wollten, konnte er verhindern. Der Streit führte in den Jahren 1664 bis 1666 zu kriegerischen Verwicklungen mit dem Kurfürsten von Mainz und dem Herzog von Lothringen. Im November 1666 kam es in Heilbronn zu Verhandlungen unter französischer und schwedischer Vermittlung, die mit einem Vergleich endeten. Durch dieses laudum Heilbronnense vom 7. Februar 1667 wurde das Recht für „die Gegenden, wo es bisher geübt worden sei, ausdrücklich bestätigt, andere Ansprüche wie der auf die Heerespflicht der auswärtigen Leibeigenen [wurde] zurückgewiesen.“ Die Kurpfalz ignorierte die Einschränkungen des Schiedsspruchs oft; Streitigkeiten mit den Nachbarn zogen sich noch bis ins späte 18. Jahrhundert.
Die Tatsache, dass in dem heute zu Ludwigshafen am Rhein gehörenden Ort Mundenheim im Jahr 1667 von 122 Bewohnern ganze 115 Personen so genannte „Wildfänge“ waren, lässt darauf schließen, dass dieses „Recht“ vom Landesherren ausgiebig wahrgenommen wurde. An dem polemisch ausgetragenen publizistischen Streit, der die juristischen und militärischen Konflikte begleitete, nahmen prominente Gelehrte wie Samuel Pufendorf (auf pfälzischer Seite) und Johann Heinrich Boecler (auf Kurmainzer Seite) teil. 

## Rezeption
Der Schriftsteller und Dichter Julius Wolff verfasste 1919 einen Roman mit dem Titel Das Wildfangrecht: Eine pfälzische Geschichte.